# Aodh mac Aodha Bréifnigh Ua Conchobair
Aodh mac Aodha Bréifnigh Ua Conchobair  (mort en 1350)  est  brièvement roi de Connacht de 1342 à sa déposition l'année suivante.

## Origine
Aodh mac Aodha Bréifnigh appartient au Clan Muircheartaigh Uí Conchobhair dont il est le dernier membre à accéder au  titre royal. Il est le fils aîné de Áed Bréifnech mac Cathail Ruaid Ua Conchobair, second fils de Cathal Ruaid († 1210), fils de Conchobar Ruaid, fils lui-même de Muichertach Muimnech un fils cadet de Toirdelbach Ua Conchobair «  Ard ri Erenn co fressabra » c'est-à-dire « Haut-roi en opposition ».

## Règne
En 1342 après que Toirdelbach mac Aeda Ua Conchobair ait été une nouvelle fois chassé du trône, Aodh fils d'Aed Bréifnech est fait roi le premier lundi de l'hiver par les Hommes de Connacht et Edmund de Burgh Macwilliam († 1375) 1er seigneur de Mayo ; la tanistrie du Connacht est attribuée à son fils Feidlim Ua Conchobair; Tirerrill est donné à  Fergal Mac Diarmata et Tadg le fils de Tomaltach fils de Muirgius Mac Donnchada, est chassé de son patrimoine par  Conchobar Mae Diarmata et ses parents, alliés eux-mêmes avec l'ancien souverain Toirrdelbach Ua Conchobair .
En 1343 à la suite de conflits inextricable et après la mort de son ennemi Conchobhar MacDermot (c'est-à-dire Mac Diarmata), roi de Moylurg, Toirrdelbach Ua Conchobair réussit finalement à reprendre le titre royal qu'il conserve jusqu'à sa mort tué par une flèche le 15 octobre 1345. En 1350 Aodh fils d' Áed Bréifnech  Ua Conchobair, connu sous le surnom de « Ua Conchobair Bréifnech » , est tué à son tour à Mag Engaite par Aodh Ua Ruairc,
En 1366 son frère cadet: Cathal fils Aodh Bréifnech et son propre fils Magnus Óg sont traîtreusement tués par Philippe Mag Uidir (Maguire), roi de Fermanagh ,

## Sources
- (en) T.W Moody, F.X. Martin,F.J. Byrne, Maps, Genealogies, Lists. A companion to Irish History part II, Oxford, Oxford University Press, coll. « A New History of Ireland » (no 9), 2011, 674 p. (ISBN 9780199593064), p. 223-225 « O'Connors Ó Conchobhair Kings of Connacht 1183-1474  »  et généalogie n°28 et 29 (a)  p. 158-159
- (en) A Timeline of Irish History, Richard Killen Gill & Macmillan Dublin (2003)  (ISBN 07171-3484-9).
- (en) Goddard Henry Orpen Ireland under the Normans Oxford at the Clarendon Press, 1968, vol. I à vol. IV